# Muracciole
Muracciole (korsisch I Muraccioli) ist eine Gemeinde im französischen Département Haute-Corse auf der Mittelmeerinsel Korsika. Sie gehört zum Kanton Corte im Arrondissement Corte. Die Bewohner nennen sich Muracciolais oder Muracciaschi. Das Siedlungsgebiet besteht aus den Dörfern Muracciole und Arca. Die Nachbargemeinden sind Noceta im Norden und Osten, Vezzani im Südosten, Ghisoni im Süden, Vivario im Westen und Venaco im Nordwesten.

## Bevölkerungsentwicklung
| Jahr      | 1962 | 1968 | 1975 | 1982 | 1990 | 1999 | 2008 | 2012 |
| --------- | ---- | ---- | ---- | ---- | ---- | ---- | ---- | ---- |
| Einwohner | 118  | 96   | 87   | 71   | 40   | 38   | 46   | 43   |

## Sehenswürdigkeiten
- romanische Kapelle Santa-Maria von Arca, Monument historique
- Renaissance-Schloss von Muracciole
- Kirche Saint-Antoine aus dem 17. Jahrhundert, Monument historique

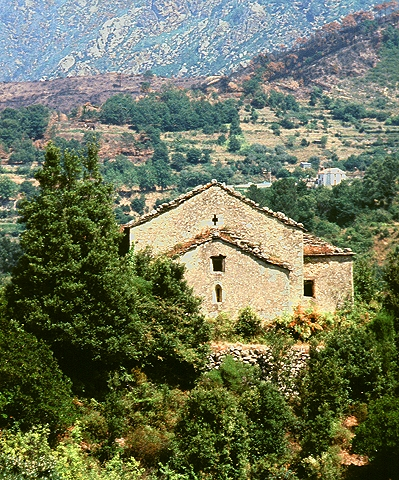
Kapelle Santa-Maria von Arca
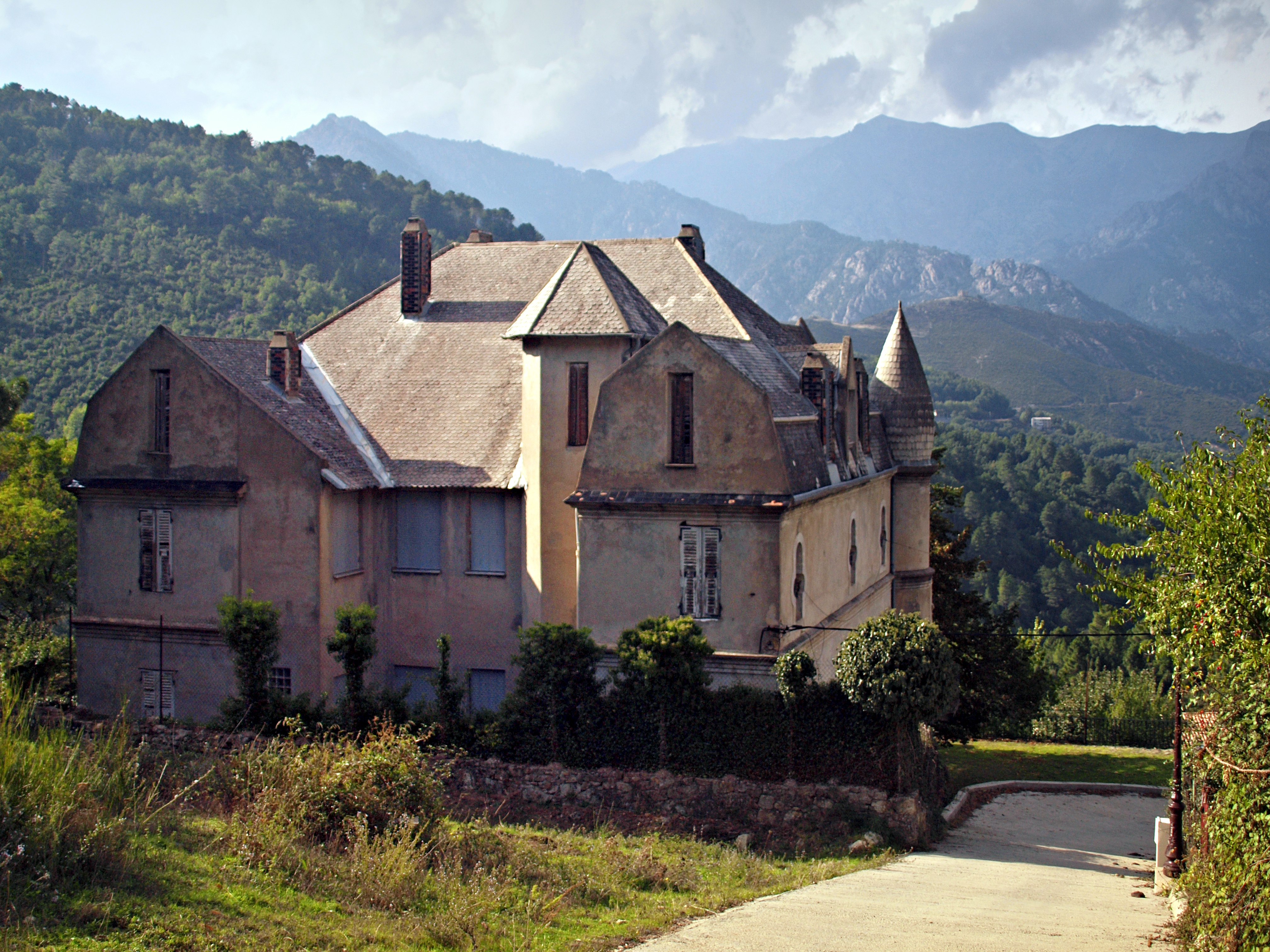
Renaissanceschloss von Muracciole
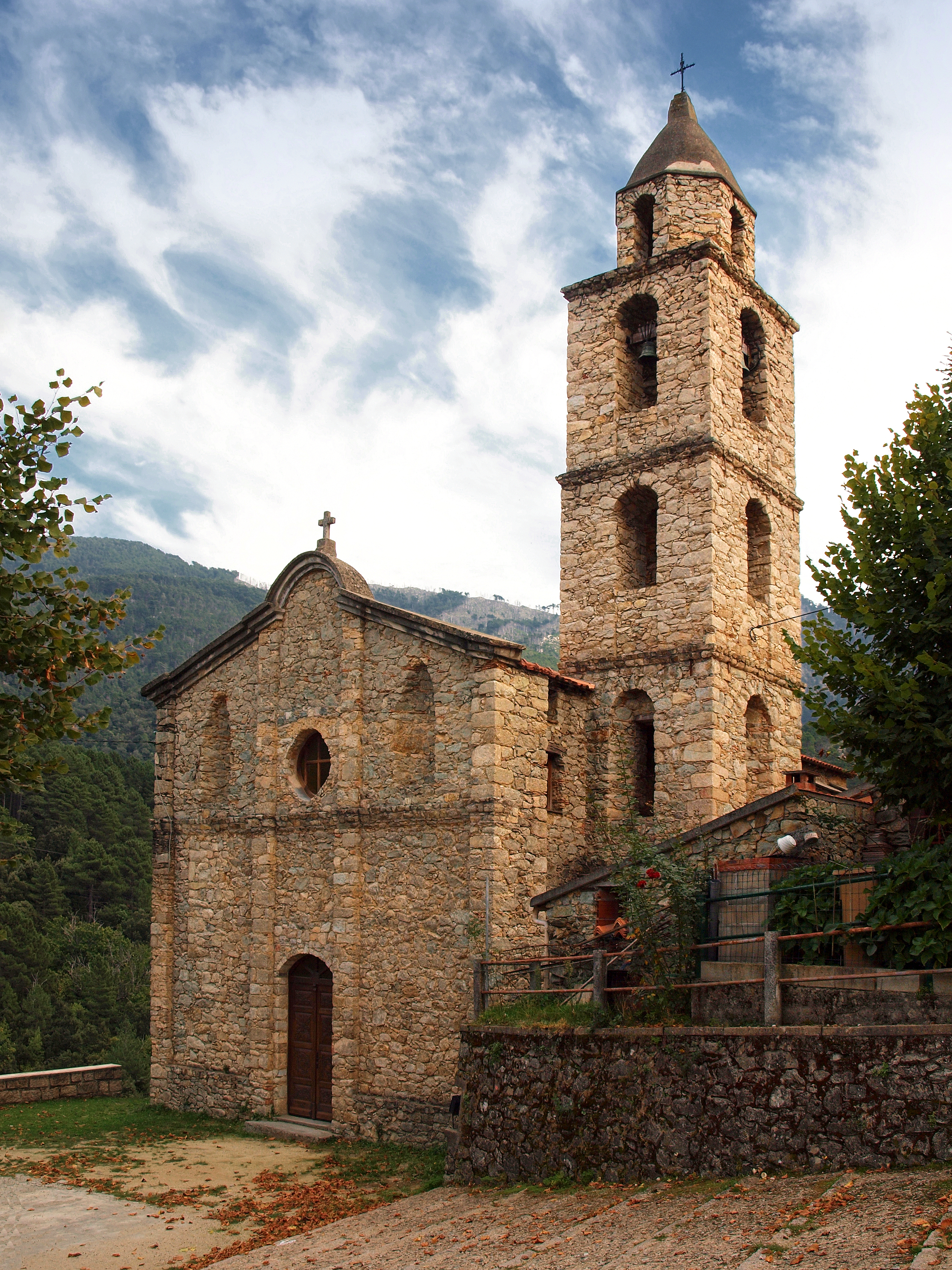
Kirche Saint-Antoine